# Laruns

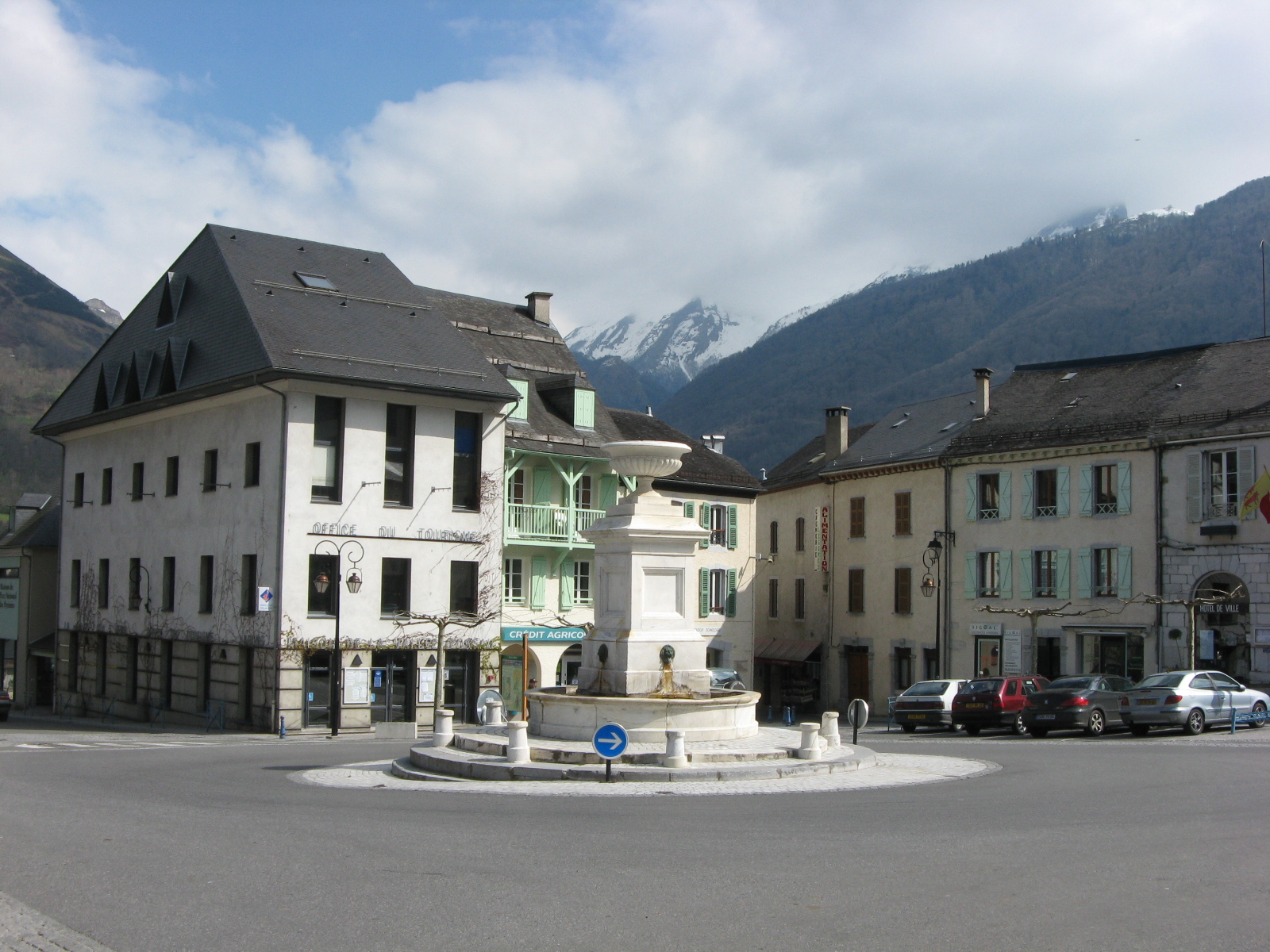
Ortsmitte von Laruns

Laruns (gaskognisch Laruntz) ist ein Ort und eine aus dem Ort und mehreren Weilern (hameaux) bestehende Gemeinde mit 1.178 Einwohnern (Stand 1. Januar 2022) im Département Pyrénées-Atlantiques in der südwestfranzösischen Region Nouvelle-Aquitaine. Die Gemeinde Laruns ist mit rund 249 km² – nach Arles und Saintes-Maries-de-la-Mer – eine der flächenmäßig größten Gemeinden in Südfrankreich.

## Lage und Klima
Der Berg- und Grenzort mit 1.178 Einwohnern (Stand 1. Januar 2022) liegt im Vallée d’Ossau im Nationalpark Pyrenäen direkt an der spanischen Grenze in einer Höhe von 545 m. Das Gemeindegebiet wird vom Fluss Gave d’Ossau und seinen größeren Zuflüssen Soussouéou Gave und Valentin durchquert. Die Städte Pau und Tarbes befinden sich ca. 40 km nördlich bzw. 68 km nordöstlich; die Pilgerstadt Lourdes ist gut 50 km entfernt. Der Pass Col d’Aubisque verbindet Laruns mit der französischen Gemeinde Argelès-Gazost im Tal der Gave de Pau; der Col du Portalet führt nach Spanien. Das Klima ist gemäßigt; Regen (ca. 885 mm/Jahr) fällt übers Jahr verteilt.

## Ortsteile
Aas • Ar • Aracou • Artouste • Ayguebère • Eaux-Chaudes (Kurort) • Espalungue • Fabrèges • Gabas • Geteu (ehemals selbstständige Gemeinde, die 1828 nach Latina eingemeindet wurde) • Gêtre • Goust • Montagne • Pon • Village

## Bevölkerungsentwicklung
| Jahr      | 1800 | 1851 | 1901 | 1954 | 1999 | 2015 |
| Einwohner | 1375 | 2064 | 2061 | 1788 | 1425 | 1179 |

Die Mechanisierung der Landwirtschaft und der daraus resultierende Verlust von Arbeitsmöglichkeiten haben im 20. Jahrhundert einen deutlichen Bevölkerungsrückgang verursacht.

## Wirtschaft
Die Gemeinde ist in hohem Maße landwirtschaftlich orientiert, wobei die Viehzucht von besonderer Bedeutung ist. Seit den 1960er Jahren spielt der Tourismus eine wichtige Rolle im Wirtschaftsleben der Gemeinde.

## Geschichte
Der Ortsname wird seit dem 12. Jahrhundert urkundlich erwähnt; der ca. 30 km südlich befindliche Bergpass des Col de Portalet wurde wahrscheinlich schon früher genutzt. Im Weiler (hameau) Gabas befand sich ein Hospital für Jakobspilger. Später gehörte Laruns zur Baillage Ossau und war ein wichtiger Grenzort zu Spanien; die Caze de Brousset war ein vorgezogener Grenzposten, der jedoch während der Revolutionsjahre von spanischen Grenztruppen zerstört wurde.

## Sehenswürdigkeiten
- Der Ort wird heute vor allem wegen seines angenehmen Klimas und der zahlreichen Wandermöglichkeiten in seiner Umgebung besucht. Versierte Bergwanderer besteigen auch den ca. 20 km südlich gelegenen Pic du Midi d’Ossau.
- Die Eglise de l’Assomption-de-la-Bienheureuse-Vierge-Marie stammt aus dem 17. Jahrhundert; im 19. Jahrhundert wurde sie modernisiert.
- Die Eglise Saint-Pierre wurde im ausgehenden 19. Jahrhundert an der Stelle einer abgerissenen spätmittelalterlichen Kirche erbaut.
- Ein Waschhaus (lavoir) befindet sich am Ortsrand.

## Söhne und Töchter der Gemeinde
- Pierre Eyt (1934–2001), Erzbischof von Bordeaux, in Laruns beigesetzt